# Mingel
Die (der) Mingel, auch Mengelen, war als Volumenmaß  ein Öl- und Weinmaß. Verbreitet war das Maß in Deutschland und den Niederlanden. Jede Flüssigkeit hatte einen eigenen Wert. Selbst bei Wein unterschied man nach Herkunft.

## Niederlande
In den Niederlanden entsprach die Mingel oder Mengelen der Pipa.
- Antwerpen 2 Mingel = 1 Stoop = 4 Pinten = 160 Pariser Kubikzoll = 3 1/6 Liter
- Amsterdam 2 Mingel = 1 Stoop = 4 Pinten = 120 Pariser Kubikzoll = 2 ½ Liter
  - 6 2/9 Mingel = 1 Viertel
  - 16 Mingel = 1 Steekan = 988 Pariser Kubikzoll = 19 3/5 Liter
  - 32 Mingel = 1 Anker
  - Bier 1 Mingel = 61 ¾ Pariser Kubikzoll = 1 9/40 Liter
  - Bier 128 Mingel = 1 Tonne
  - Branntwein, Rhein- und Moselweine 1 Mingel/Pipa = 2 Pinten = 8 Musjes = 61 ½ Pariser Kubikzoll = 1 1/5 Liter
  - Franz. Wein 120 Mingel = 1 Tierze
  - Franz. Wein 180 Mingel = 1 Oxhoft = 13.000 Pariser Kubikzoll = 257 3/5 Liter
  - Öl 120 Mingel = 1 Ohm
  - Olivenöl 717 Mingel = 1 Fass
  - Tran 192 Mingel = 1 Fass
  - Tran 96 Mingel = 1 Schmaltonne
  - Tran 288 Minel = 18 Steekan =1 Quardeel = 17.785 Pariser Kubikzoll =352 ¼ Liter
  - Wein, Branntwein 128 Mingel = 1 Ohm = 7705 Pariser Kubikzoll = 152 2/5 Liter
  - Wein, span. und portug 340 Mingel = 1 Pipe

## Deutschland
- Bremen
  - 1 Mingel = 10 Pariser Kubikzoll = 1/5 Liter
  - 4 Mingel = 1 Quart
  - 16 Mingel = 1 Stübchen
  - 35 Mingel = 1 Viertel franz. Wein
  - 36 Mingel = 1 Viertel Rheinwein
  - 96 Mingel = 1 Tonne Tran
  - 176 Mingel = 1 Anker (Wein)
  - 720 Mingel = 1 Ahm/Tierce (Wein) = 1 Tonne (Bier)
  - 1080 Mingel = 1 Oxhoft (Wein) = 1 Fass (Branntwein)
- Hildesheim
  - Tran 1152 Mingel = 72 Steekan = 12 Tonnen = 11.520 Pariser Kubikzoll = 228 ¼ Liter